# Kolomyja
Kolomyja (in ucraino Коломия?; in russo Коломыя?; in polacco Kołomyja; in tedesco Kolomea; in romeno Colomeea; in yiddish קאָלאָמיי‎?, Kolomey), è una città dell'Ucraina nel distretto di Kolomyja, nell'oblast' di Ivano-Frankivs'k. Ospita l'amministrazione del distretto di Kolomyja e della comunità territoriale di Kolomyja, una delle comunità territoriali dell'Ucraina. Nel 2022 aveva una popolazione di 60 821 abitanti.
Fino al 18 luglio 2020 Kolomyja era classificata come città di rilevanza regionale e costituiva un comune autonomo rispetto al distretto di Kolomyja, anche se ne costituiva il centro amministrativo. Nell'ambito della riforma amministrativa dell'Ucraina, che ha ridotto a sei il numero dei distretti dell'oblast' di Ivano-Frankivs'k, Kolomyja è entrata a far parte del distretto di Kolomyja. 

## Geografia
Kolomyja è una città dell'Ucraina occidentale, nella regione storica della Galizia.

## Storia
Prima della seconda guerra mondiale, Kolomyja era uno dei centri principali della presenza ebraica nella Polonia orientale. Nel luglio 1941 la città fu occupata dalle truppe ungheresi, ma consegnata in breve tempo ai tedeschi. Con l'occupazione nazista, i 15.000 ebrei che vi risiedevano furono confinati in un ghetto, cui si aggiunsero migliaia di altri ebrei deportati dai villaggi limitrofi. Tra il 1941 e il 1943 l'intera popolazione ebraica del ghetto fu massacrata in una serie di eccidi in loco e di deportazioni al campo di sterminio di Bełżec. Lo sterminio si concluse nel marzo 1943 con l'uccisione degli ultimi pochi lavoratori ebrei ancora rimasti in città.

## Cultura
Vi è ubicato il museo della pysanka dedicato all'arte antica della pysanka ucraina.